# Стрілянина в будівлі управління ФСБ Хабаровська
Стрілянина в будівлі управління ФСБ Хабаровська — терористичний акт, який стався 21 квітня 2017 року у будівлі регіонального управління ФСБ у Хабаровську. Антон Конєв, 17-річний націоналіст, відкрив вогонь з карабіна у приймальні, поранивши одну людину та вбивши двох людей — співробітника ФСБ та перекладача — і загинув сам. Йому вдалося кілька разів перезарядити зброю і він був убитий вогнем у відповідь тільки через сорок хвилин після першого пострілу. У такий спосіб Конєв ніби-то відзначив день народження Гітлера (хоча той народився 20 квітня). Юнак здобув зброю для нападу у стрілецькому тирі, вбивши інструктора, який намагався його зупинити.
У кримінальній справі, відкритій після скоєння злочину, три статті: 105 («Вбивство»), 317 («Зазіхання на життя співробітника правоохоронного органу»), 282 («Порушення ненависті») та двоє звинувачених, Ігор Лимонов та Олександр Таланов. За версією слідства, вони разом із Конєвим перебували у забороненому екстремістському співтоваристві «Штольц» і допомагали стрільцю організувати напад на приймальну ФСБ. 24 травня 2019 року у Далекосхідному окружному військовому суді оголосили вирок: Лимонову – 9,5 років колонії, Таланову – 26 років. Обидва вони не визнають своєї провини і намагаються оскаржити вирок.